# Ture Junttu
Ture Junttu (28 de abril de 1911-24 de septiembre de 1981) fue un actor y director teatral finlandés. 

## Biografía
Su nombre completo era Tuure Armas Junttu, y nació en Pirkkala, Finlandia, siendo sus padres Kalle Vihtori Junttu y Alma Amalia Bohm, y sus dos hermanos, mayores que él, Laura y Erkki. Tras graduarse en la escuela, ingresó en la Academia Sibelius para formarse como concertista de piano, aunque desistió por considerar que no tenía suficiente sentido del ritmo. Ante ello decidió dedicarse al teatro. Así, fue actor en el Tampereen Teatteri (en Tampere) entre 1934 y 1942, y actuó y dirigió cuatro años en Helsinki, en el Helsingin Kansanteatteri, siendo después profesor en la Academia de Teatro de la Universidad de las Artes de Helsinki (Suomen Teatterikoulu). El Helsingin Kansanteatteri se fusionó más adelante con el Kansanteatteri-Työväenteatteriksi, y Junttu llevó a cabo labores de dirección en el mismo desde 1951 a 1961, tras lo cual se convirtió en un profesional independiente. 
Entre los mayores logros artísticos teatrales de Junttu figuran las piezas Hamlet, El avaro y Cyrano de Bergerac. Como director teatral sacó del olvido diversas obras teatrales de Maiju Lassila.
Ture Junttu inició su carrera en el cine a finales de los años 1930. Quizás hizo su actuación más conocida en la película Linnaisten vihreä kamari (1945), aunque también es destacable su papel de Krister Gyllenskiöld en Sadan miekan mies (1951), y el de juez en Poika eli kesäänsä (1955).
Además, se hizo un actor conocido del público gracias a sus actuaciones en Yleisradio, en la cual recitó partes del poema de Eino Leino Hymyilevä Apollo en las vísperas de Año Nuevo en las décadas de 1950 a 1970. 
Por su trayectoria artística, Junttu fue premiado en el año 1972 con la Medalla Pro Finlandia.
Ture Junttu falleció en el año 1981. Se había casado con Sirkku Vanamo en 1944, durante la Guerra de continuación. En la Navidad de 1946 tuvieron una hija que falleció un día después del nacimiento.

## Filmografía
- 1938 : Paimen, piika ja emäntä
- 1943 : Miehen kunnia
- 1943 : Maskotti
- 1944 : Nainen on valttia
- 1944 : Kuollut mies vihastuu
- 1945 : Mikä yö!
- 1945 : Linnaisten vihreä kamari
- 1945 : Kohtalo johtaa meitä
- 1945 : En ole kreivitär
- 1946 : Naimisiin päiväksi
- 1951 : Sadan miekan mies
- 1953 : Kuningas kulkureitten
- 1955 : Poika eli kesäänsä
- 1957 : Risti ja liekki
- 1959 : Ei ruumiita makuuhuoneeseen
- 1962 : Pojat
- 1963 : Kustaa III
- 1970 : Pilvilinna
- 1970 : Akseli ja Elina
- 1973 : Pohjantähti